# Брёйер, Марсель
Марсель Лайош Брёйер (англ. Marcel Lajos Breuer, венг. Breuer Lajos Marcell; 21 мая 1902, Печ — 1 июля 1981, Нью-Йорк) — немецкий и американский архитектор и дизайнер.

## Биография
Марсель Лайош Брёйер родился в Венгрии, в еврейской семье. В юности переехал в Веймар и поступил в «Баухауз», где остался преподавать. В 1920-е Брёйер преимущественно занимался дизайном мебели, именно тогда им был создан знаменитый стул «Василий» (1925), посвящённый художнику Василию Кандинскому. «Василий» был изготовлен из холста и стальных трубок, использование которых было подсказано автору рулём велосипеда. На основе этой технологии создал выразительные образцы консольных стульев.
В конце 1920-х Брёйер переехал в Берлин, чтобы заняться архитектурой. По его проектам были построены дома в Висбадене и Цюрихе. После прихода к власти Гитлера зодчий, будучи иудеем, эмигрирует в Лондон (1933) и США (1937). Под впечатлением от работ английских модернистов Брёйером был создан «Длинный стул» из фанеры. В Нью-Йорке Брёйер вновь занялся преподаванием, познакомился с Ф. Джонсоном и Бэем Юймином, создал несколько совместных с Гропиусом архитектурных проектов.
В 1941 году Брёйер создал собственное бюро, занявшись преимущественно проектированием жилых домов. Среди его нововведений этого периода — «двухъядерный дом» (с отдельными крыльями для спален и остальных комнат) и «крыша-бабочка». В 1953 г. архитектор выиграл конкурс на проектирование штаб-квартиры ЮНЕСКО в Париже, которое стало важной вехой в развитии брутализма. В 1960-е и 1970-е годы Брёйер продолжил строительство крупных зданий из железобетона, его шедеврами стали здание Музея американского искусства в Нью-Йорке (1966) и небоскрёб AT Tower в Кливленде (1971).
Архитектор был дважды женат и имел двух детей.
Марсель Брёйер умер 1 июля 1981 года.
Выставки его дизайнерских работ проводятся до сих пор, а идеи «Баухауза» сохраняют влияние и в XXI веке.